# Korsakow-Syndrom
Das Korsakow-Syndrom (auch Korsakoff-Syndrom; synonym Korsakow-Symptomenkreis, Korsakow-Symptomenkomplex oder Morbus Korsakow) ist eine Form der Amnesie (Gedächtnisstörung). Eine erste detaillierte Beschreibung wurde 1887 vom russischen Psychiater und Neurologen Sergei Korsakow (1854–1900) anhand der Untersuchung bei 18 Alkoholkranken als polyneuritisches amnestisches Syndrom veröffentlicht.
Das alkoholische Korsakow-Syndrom (ICD F10.6) wird in der Literatur häufig als Variante des Krankheitsbilds Beriberi (ICD  E51.1) angegeben, das allgemein Vitamin-B1-Mangelerkrankungen (ICD E51) umfasst. Gemäß ICD kann das Korsakow-Syndrom statt durch Alkoholismus auch durch andere psychotrope Substanzen (ICD F11.6, F12.6, …, F19.6) oder auch auf andere Weise als durch psychotrope Substanzen bedingt sein (ICD F04: „organisches amnestisches Syndrom“).

## Symptome
Im Vordergrund des nach Korsakow benannten Syndroms stehen Amnesien. Dabei kommen sowohl das Vergessen alter Gedächtnisinhalte (retrograde Amnesie) als auch die Unfähigkeit vor, sich Neuerlebtes zu merken (anterograde Amnesie). Zumeist handelt es sich jedoch um eine ausgeprägte anterograde Amnesie und alte Erinnerungen bleiben relativ unbeeinträchtigt. Die Merkfähigkeitsstörung kann so ausgeprägt sein, dass es dem Patienten nicht möglich ist, sich Sachverhalte selbst für Sekunden einzuprägen. Zudem verknüpfen die Patienten oft unbewusst ihre Erinnerungslücke für jetzige Ereignisse mit alten Erinnerungen. Seltener wird konfabuliert, also Erinnerungslücken mit reinen Phantasieinhalten ausgefüllt. In ihrer Summe führen die Beeinträchtigungen des Gedächtnisses oft dazu, dass sich die Patienten in ihrer örtlichen und zeitlichen Umgebung nicht mehr zurechtfinden. Neben den Gedächtnisstörungen kann eine Reihe weiterer psychiatrischer Symptome auftreten. So sind Antriebsarmut, erhöhte Müdigkeit und starke Ermüdbarkeit, Euphorie und starke Gefühlsschwankungen beschrieben.
Neben diesen Symptomen, die durch Schädigungen des zentralen Nervensystems hervorgerufen werden, werden auch die peripheren Nerven in Mitleidenschaft gezogen. Es bildet sich eine typischerweise beinbetonte Polyneuropathie aus. Diese ruft Störungen der Motorik und der Sensibilität hervor. Darüber hinaus schädigt sie auch das autonome Nervensystem. Es zeigen sich Symptome wie Blässe der Haut oder verstärkte Kälteempfindungen.

## Vorkommen und Ursachen
Das Korsakow-Syndrom wurde zuerst bei chronischen Alkoholikern beschrieben, später aber auch bei vielen weiteren Hirnschädigungen beobachtet: Schädel-Hirn-Trauma, bestimmte Hirnblutungen (Aneurysma der Arteria communicans anterior) und weitere Schädigungen des vorderen limbischen Systems, insbesondere des hinteren orbitofrontalen Cortex. Dafür kann auch ein Tumor verantwortlich sein. Es kann überdies bei vielen Toxikosen wie z. B. der Kohlenstoffmonoxidvergiftung, bei einer Enzephalitis oder bei Infektionen wie beispielsweise Fleckfieber oder Typhus auftreten.
Dennoch wird das Korsakow-Syndrom auch heute noch hauptsächlich mit Alkoholismus in Verbindung gebracht.
Ursache Thiaminmangel
Das Korsakow-Syndrom kann allein oder – und dies ist der typische Fall – im Verlauf einer bzw. im Anschluss an eine Wernicke-Enzephalopathie (ICD E51.2; Wernicke-Korsakow-Syndrom) auftreten. Deren Ursache (und sogar eines ihrer Diagnosekriterien – ICD E51) ist ein Thiaminmangel (Vitamin-B1-Mangel) aufgrund von Mangelernährung (etwa Hungerzuständen bei Anorexia nervosa), Fehlernährung oder Resorptionsstörungen. So war die Ausbreitung der Thiaminmangelkrankheit Beriberi – ICD E51.1 – in Ostasien auf die Verbreitung von geschältem Reis als Hauptnahrungsmittel zurückzuführen. Wird die Wernicke-Enzephalopathie nicht rechtzeitig mit Thiaminpräparaten behandelt, so entstehen im Laufe der Zeit immer mehr Schädigungen vor allem im limbischen System, hier besonders in den Corpora mamillaria und dem Hippocampus; das heißt, die Wernicke-Enzephalopathie zieht das Korsakow-Syndrom nach sich, was dann auch mit hoher Wahrscheinlichkeit geschieht.
Ursache Alkoholismus
Die Wernicke-Enzephalopathie tritt häufig bei Alkoholikern, die ihren Energiebedarf überwiegend mit Alkohol decken, als „Vorstufe“ des Korsakow-Syndroms auf. Zwar ist etwa in der Bierhefe ein hoher Thiamin-Gehalt [Vitamin B1] zu finden, doch ist dieser im fertigen Produkt Bier kaum mehr existent, da die Hefe während des Brauvorganges wieder abfiltriert wird; anders ist dies bei Hefeweizen. Somit ist zum einen die Thiaminzufuhr reduziert.
Daneben (also selbst bei sonst ausgewogener Ernährung) schädigt Alkohol das Nervensystem aber auch als Zellgift.
Wechselwirkung von Thiaminmangel und Alkoholismus
Bei keinem oder geringem Alkoholkonsum ist die Wernicke-Enzephalopathie durch erhöhte Thiaminzufuhr recht leicht heilbar und führt kaum zum Korsakow-Syndrom weiter. Bei hohem Alkoholkonsum ist neben eventuell zu geringer Thiaminaufnahme (s. o.) auch die Thiaminresorption (durch eine alkoholbedingte Hemmung des apikalen Thiamintransportes) sowie die Enzymaktivität gestört. Schädigungen des Nervensystems und der defizitäre Thiaminstoffwechsel haben daher schon lange vor der Diagnose der Wernicke-Enzephalopathie bestanden, und um die Folge Korsakow-Syndrom zu vermeiden, kann die Thiaminzufuhr innerhalb von 24 Stunden erforderlich sowie die perorale Gabe unzureichend sein.
Siehe auch
- Wernicke-Enzephalopathie#Therapie

## Therapie und Prognose
Korsakow-Patienten können von einer geeigneten Behandlung (bei völliger Alkoholabstinenz, ruhiger Umgebung) profitieren und dabei auch Neues lernen. Als „beste Behandlung des Korsakow-Syndroms“ wird jedoch rechtzeitiges Erkennen der (vorausgesetzten) vorangehenden Wernicke-Enzephalopathie und deren adäquate Therapie angesehen.
Die Prognose des „organischen amnestischen Syndroms“ – des nicht-alkoholbedingten Korsakow-Syndroms ICD F04 – ist laut ICD „abhängig vom Verlauf der zugrunde liegenden Läsion“. Allgemein unterscheidet sich bei geeigneter Behandlung die Lebenserwartung von Korsakow-Patienten nicht von der Gesunder.